# Liste der Bodendenkmäler in Polsingen
Auf dieser Seite sind die Bodendenkmäler in der mittelfränkischen Gemeinde Polsingen zusammengestellt. Diese Tabelle ist eine Teilliste der Liste der Bodendenkmäler in Bayern. Grundlage ist die Bayerische Denkmalliste, die auf Basis des Bayerischen Denkmalschutzgesetzes vom 1. Oktober 1973 erstmals erstellt wurde und seither durch das Bayerische Landesamt für Denkmalpflege geführt wird. Die folgenden Angaben ersetzen nicht die rechtsverbindliche Auskunft der Denkmalschutzbehörde.

## Bodendenkmäler der Gemeinde

### Bodendenkmäler in der Gemarkung Döckingen
| Lage                           | Objekt                                                                 | Akten-Nr.     | Bild           |
| ------------------------------ | ---------------------------------------------------------------------- | ------------- | -------------- |
| Döckingen Polsingen (Standort) | Bestattungsplatz der Bronzezeit und der Hallstattzeit mit Grabhügeln.  | D-5-7030-0082 |                |
| Döckingen Polsingen (Standort) | Grabhügelgruppe vorgeschichtlicher Zeitstellung.                       | D-5-7030-0083 |                |
| Döckingen Polsingen (Standort) | Reihengräberfeld des 6.–7. Jahrhunderts.                               | D-5-7030-0086 |                |
| Döckingen Polsingen (Standort) | Grabhügel vorgeschichtlicher Zeitstellung.                             | D-5-7030-0092 |                |
| Döckingen Polsingen (Standort) | Verebneter Grabhügel vorgeschichtlicher Zeitstellung.                  | D-5-7030-0094 |                |
| Döckingen Polsingen (Standort) | Grabhügel vorgeschichtlicher Zeitstellung.                             | D-5-7030-0156 |                |
| Döckingen Polsingen (Standort) | Mittelalterlicher Vorgängerbau der evang.-luth. Pfarrkirche St. Urban. | D-5-7030-0158 | weitere Bilder |

### Bodendenkmäler in der Gemarkung Laub
| Lage                      | Objekt                   | Akten-Nr.     | Bild |
| ------------------------- | ------------------------ | ------------- | ---- |
| Laub Munningen (Standort) | Siedlung der Latènezeit. | D-7-7030-0149 |      |
| Laub Munningen (Standort) | Siedlung der Latènezeit. | D-7-7030-0150 |      |

### Bodendenkmäler in der Gemarkung Megesheim
| Lage                 | Objekt                                                                 | Akten-Nr.     | Bild |
| -------------------- | ---------------------------------------------------------------------- | ------------- | ---- |
| Megesheim (Standort) | Grabhügel der Hallstattzeit.                                           | D-7-7030-0009 |      |
| Megesheim (Standort) | Siedlung vorgeschichtlicher Zeitstellung und der römischen Kaiserzeit. | D-7-7030-0019 |      |

### Bodendenkmäler in der Gemarkung Polsingen
| Lage                 | Objekt | Akten-Nr.     | Bild           |
| -------------------- | --- | ------------- | -------------- |
| Polsingen (Standort) | Grabhügel vorgeschichtlicher Zeitstellung und Hofwüstung des Spätmittelalters oder der frühen Neuzeit.           | D-5-7030-0070 |                |
| Polsingen (Standort) | Villa rustica der römischen Kaiserzeit.                                                                          | D-5-7030-0071 |                |
| Polsingen (Standort) | Grabhügel der mittleren Bronzezeit, Brandschüttungsgräber der späten Bronzezeit und Einzelfund des Neolithikums. | D-5-7030-0072 |                |
| Polsingen (Standort) | Siedlung der späten Latène- und der römischen Kaiserzeit.                                                        | D-5-7030-0075 |                |
| Polsingen (Standort) | Körpergräber des frühen Mittelalters.                                                                            | D-5-7030-0078 |                |
| Polsingen (Standort) | Siedlung vor- und frühgeschichtlicher Zeitstellung.                                                              | D-5-7030-0080 |                |
| Polsingen (Standort) | Gräber der Völkerwanderungszeit.                                                                                 | D-5-7030-0149 |                |
| Polsingen (Standort) | Siedlung vorgeschichtlicher Zeitstellung.                                                                        | D-5-7030-0150 |                |
| Polsingen (Standort) | Siedlung vorgeschichtlicher Zeitstellung.                                                                        | D-5-7030-0151 |                |
| Polsingen (Standort) | Mittelalterlicher Wasserburgstall, neuzeitliches Wasserschloss.                                                  | D-5-7030-0152 |                |
| Polsingen (Standort) | Mittelalterliche und frühneuzeitliche Befunde im Bereich Evangelisch-Lutherischen Pfarrkirche St. Nikolaus.      | D-5-7030-0153 | weitere Bilder |

### Bodendenkmäler in der Gemarkung Trendel
| Lage                         | Objekt                                                                             | Akten-Nr.     | Bild |
| ---------------------------- | ---------------------------------------------------------------------------------- | ------------- | ---- |
| Trendel Polsingen (Standort) | Siedlung vorgeschichtlicher Zeitstellung.                                          | D-5-7030-0096 |      |
| Trendel Polsingen (Standort) | Mittelalterlicher Burgstall.                                                       | D-5-7030-0097 |      |
| Trendel Polsingen (Standort) | Siedlung vor- und frühgeschichtlicher Zeitstellung.                                | D-5-7030-0098 |      |
| Trendel Polsingen (Standort) | Grabhügel vorgeschichtlicher Zeitstellung.                                         | D-5-7030-0099 |      |
| Trendel Polsingen (Standort) | Siedlung vorgeschichtlicher Zeitstellung.                                          | D-5-7030-0160 |      |
| Trendel Polsingen (Standort) | Untertägige Bestandteile und Vorgängerbau der evang.-luth. Filialkirche St. Georg. | D-5-7030-0161 |      |
| Trendel Polsingen (Standort) | Untertägige Bausubstanz und Vorgängerbauten eines frühneuzeitlichen Schlosses.     | D-5-7030-0162 |      |
| Trendel Polsingen (Standort) | Siedlung der Latènezeit.                                                           | D-7-7030-0052 |      |

### Bodendenkmäler in der Gemarkung Ursheim
| Lage                         | Objekt                                                                     | Akten-Nr.     | Bild           |
| ---------------------------- | -------------------------------------------------------------------------- | ------------- | -------------- |
| Ursheim Polsingen (Standort) | Siedlung der Urnenfelderzeit sowie villa rustica der römischen Kaiserzeit. | D-5-7030-0102 |                |
| Ursheim Polsingen (Standort) | Siedlung vorgeschichtlicher Zeitstellung.                                  | D-5-7030-0107 |                |
| Ursheim Polsingen (Standort) | Siedlung der späten Bronzezeit.                                            | D-5-7030-0128 |                |
| Ursheim Polsingen (Standort) | Siedlung der späten Latènezeit.                                            | D-5-7030-0164 |                |
| Ursheim Polsingen (Standort) | Mittelalterlicher Vorgängerbau der evang.-luth. Pfarrkirche St. Wunibald.  | D-5-7030-0165 | weitere Bilder |